# Atomic Rooster
Atomic Rooster – brytyjski zespół rockowy, działający w latach 1969–1983. Liderem zespołu był Vincent Crane.
Do największych przebojów grupy należą „Tomorrow Night” i „The Devil’s Answer”.

## Historia grupy
Idea zespołu powstała wśród muzyków akompaniujących Arthurowi Brownowi. Organista Vincent Crane i perkusista Carl Palmer postanowili wspólnie założyć nowy zespół. Trio powstało w czerwcu 1969 pod nazwą Atomic Rooster w składzie: Vincent Crane (instrumenty klawiszowe, głównie organy, Nick Graham (gitara basowa, gitara, flet, śpiew), Carl Palmer (perkusja). W tym składzie zespół nagrał album, zatytułowany po prostu Atomic Roooster, wydany w 1970.
Jeszcze w listopadzie 1969 Graham odszedł z zespołu i przeszedł do grupy Skin Alley, a jego miejsca zajął gitarzysta i wokalista John Du Cann. W czerwcu 1970 z Atomic Rooster odszedł Carl Palmer, który wraz z klawiszowcem Keithem Emersonem i wokalistą, gitarzystą i gitarzystą basowym Gregiem Lake'em współzałożył wirtuozowskie trio – Emerson, Lake and Palmer. W grupie jego miejsce zajął Rick Parnell, syn lidera orkiestr Jacka Parnella, jednak w dwa miesiące później na jego miejsce wszedł Paul Hammond. Ten skład nagrał album Death Walks Behind You (1970), który – docierając do 12. miejsca na liście najpopularniejszych albumów – został największym sukcesem grupy.
W czerwcu 1971 zespół stał się kwartetem, gdy został uzupełniony enigmatycznym wokalistą Pete'em Frenchem. Kwartet ten wydał trzeci album pt. In Hearing of... (1971). Tuż przed ukazaniem się płyty na rynku z zespołu odeszli gitarzysta John Cann i Paul Hammond. Crane przyjął nowych muzyków: gitarzystę Steve'a Boltona i ponownie perkusistę Ricka Parnella. Przez krótko grał w zespole basista Bill Smith. Gdy w grudniu 1971 French odszedł do grupy Cactus, na jego miejsce wszedł Chris Farlowe. Kwartet wydał album pt. Made in England (1972).
W grudniu 1972 z zespołu odszedł gitarzysta Steve Bolton i został zastąpiony przez Johnny'ego Mandalę z zespołu Babylon. Atomic Rooster rozwiązali się w 1974, rok po wydaniu albumu Nice 'n' Greasy.
Johnny Mandala (już jako John Goodsall) założył zespół Brand X. Vincent Crane zajął się tworzeniem muzyki dla radia i teatru, brał udział w muzycznych programach dla dzieci oraz był dyrektorem muzycznym programu Rain Dog Stomu Yamashta's Red Buddha Theatre Company, poza rym reaktywował jazzowo-poetyckie występy z Paulem A. Greenem, a w 1978 ponownie nawiązał współpracę z Arthurem Brownem.
W 1980 nastąpiła reaktywacja Atomic Rooster; gitarzystą ponownie był John Cann, a nowym perkusistą Preston Heyman. Po jego odejściu w 1981 na bębnach grał Ginger Baker, zastąpiony później ponownie przez Paula Hammonda. W 1983 gitarzystą w zespole został Bernie Torme, a od czasu do czasu na gitarze grał także David Gilmour. Niektóre źródła podają, że od czerwca 1983 w grupie występowali jeszcze Jean Crane jako wokalistka i John Field na instrumentach perkusyjnych. Był to już jednak koniec istnienia zespołu.
Vincent Crane od 1984 do 1987 grał w grupie Dexys Midnight Runners. Popełnił samobójstwo 14 lutego 1989. Przez całe swoje życie walczył z depresją. Paul Hammond popełnił samobójstwo w 1992 z powodu nałogowej narkomanii. John Du Cann zmarł 21 września 2011 na atak serca. 
W 2016 za zgodą wdowy po Vincencie Crane zespół reaktywował się w składzie z dwoma oryginalnymi członkami z lat 70. - wokalistą Pete’em Frenchem i gitarzystą Steve’em Boltonem.
Zespół po raz pierwszy gościł w Polsce 15 września 2018 roku, podczas Festiwalu "Kielce Rockują" w Amfiteatrze Kadzielnia w Kielcach.

## Dyskografia
Opracowana na podstawie Discogs:

### Albumy studyjne
- 1970: Atomic Rooster
- 1970: Death Walks Behind You
- 1971: In Hearing of Atomic Rooster
- 1972: Made in England
- 1973: Nice 'n' Greasy
- 1980: Atomic Rooster
- 1983: Headline News

### Albumy koncertowe i kompilacyjne
- 1977: Home to Roost
- 1983: Live in Germany
- 1986: Kiss Yer Skull Goodbye
- 1989: The Devil Hits Back
- 1989: The Best & the Rest of
- 1991: The Collection
- 1993: Live in Concert – BBC Radio 1
- 1997: The Ultimate Chicken Meltdown 1980–1982
- 1997: In Satan’s Name. The Definitive Collection (2 CD)
- 1998: Devil's Answer-BBC Sessions
- 2000: Live and Raw 70/71

### Single
- Friday the 13th/Banstead (1970)
- Tomorrow Night/Play the Game (1971) (11 WB)
- Devil's Answer/The Rock (1971) (4 WB)
- Stand by Me/Never to Lose (1972)
- Save Me/Close Your Eyes (1972)
- Tell Your Story, Sing Your Song (jako Vincent Crane's Atomic Rooster, 1974)
- Do You Know Who's Looking for You?/Throw Your Life Away (1980)
- Do You Know Who's Looking for You? (Extended)/Throw Your Life Away (Maxi, 1980)
- Play It Again/Start to Live (1981)
- Play It Again/Start to Live/Devil's Answer (Live) (Maxi, 1981)
- End of the Day/Living Underground (1982)
- End of the Day Living Underground/Tomorrow Night (nowa wersja) (Maxi, 1982)
- Land of Freedom/Carnival (1983)
- Land of Freedom (extended version)/Carnival (Maxi, 1983)

## DVD
- Masters from the Vaults: Atomic Rooster
- Definitive Collection